# InXile Entertainment
InXile Entertainment és una empresa desenvolupadora de videojocs creada per Brian Fargo, un fundador d'Interplay Productions. L'empresa s'ubica a Newport Beach, Califòrnia.

## Videojocs de InXile Entertainment
| Títol                      | Any de publicació | Gènere                     | Motor del videojoc   | Plataformes disponibles                                                                  | Notes                |
| -------------------------- | ----------------- | -------------------------- | -------------------- | ---------------------------------------------------------------------------------------- | -------------------- |
| The Bard's Tale            | 2004              | ARPG                       | Dark Alliance Engine | Microsoft Windows, Linux, Mac OS, PlayStation 2, Ouya, Android, iOS, BlackBerry PlayBook |                      |
| Fantastic Contraption      | 2008              | Videojoc de trencaclosques |                      | Wii, Adobe Flash, iOS                                                                    |                      |
| Line Rider 2: Unbound      | 2008              | Videojoc de trencaclosques |                      | iOS, Nintendo DS, Microsoft Windows                                                      |                      |
| Super Stacker              | 2009              | Videojoc de trencaclosques |                      | iOS, Adobe Flash                                                                         |                      |
| Super Stacker 2            | 2009              | Physics game               |                      | iOS, Adobe Flash                                                                         |                      |
| Shape Shape                | 2009              | Videojoc de trencaclosques |                      | iOS, Adobe Flash                                                                         |                      |
| HEI$T                      | Cancel·lat (2010) | Acció                      |                      | Microsoft Windows, PlayStation 3, Xbox 360                                               |                      |
| Super Stacker Party        | 2010              | Videojoc de trencaclosques |                      | PlayStation Network                                                                      |                      |
| Hunted: The Demon's Forge  | 2011              | Acció                      | Unreal Engine 3      | Microsoft Windows, PlayStation 3, Xbox 360                                               |                      |
| Choplifter HD              | 2012              | Shoot 'em up               | Unreal Engine 3      | Microsoft Windows, Ouya, PlayStation Network, Xbox Live Arcade                           |                      |
| Wasteland 2                | 2014              | RPG                        | Unity                | Microsoft Windows, Linux, Mac OS X, PlayStation 4, Xbox One                              | Seqüela de Wasteland |
| Torment: Tides of Numenera | 2016              | RPG                        | Unity                | Microsoft Windows, Linux, Mac OS X                                                       |                      |
| The Bard's Tale IV         | TBA               | RPG                        | Unreal Engine 4      | Microsoft Windows, Linux, Mac OS X                                                       |                      |